# Kyle MacDonald

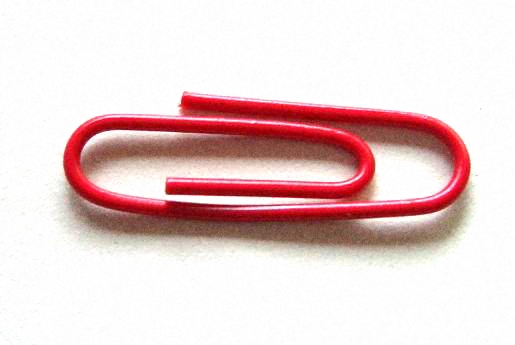
De originele paperclip

Kyle MacDonald (3 oktober 1979) woont in het Canadese Quebec. Hij kwam in het nieuws toen hij op zijn weblog zijn rode paperclip aanbood voor een potlood. Na nog dertien ruiltransacties verkreeg hij uiteindelijk een huis van twee verdiepingen in een dorp in het Canadese Saskatchewan. Op 18 juni 2008 werd bekend dat hij het huis weer wilde ruilen omdat hij normaal gesproken in Montreal verbleef.